# Ох уж эта девчонка!
«Ох уж эта девчонка!» (фр. Cette Sacree Gamine) — французская музыкальная кинокомедия 1956 года с Брижит Бардо в главной роли.

## Сюжет
В одном из ночных клубов Парижа имеют хождение фальшивые деньги, при этом полиция видит главного виновника в Поле Лятуре, владельца самого клуба. Когда Поль узнаёт о подозрениях, он решает на время покинуть город. Не решаясь брать с собой дочь, он оставляет её на попечение работнику клуба по имени Жан Клери. Последний, занятый отношениями со своим психоаналитиком Лили, даже не подозревает, что ему уготовила судьба в лице дочки хозяина.

## В ролях
- Брижит Бардо — Брижит
- Жан Бретонье — Жан Клери
- Франсуаза Фабиан — Лили
- Мишель Серро — 2-й инспектор
- Миша Ауэр — Игорь